# Archidamo I
Archidamo I (in greco antico: Ἀρχίδαμος?, Archìdamos; Sparta, VII secolo a.C. – ...) è stato un re di Sparta della dinastia Euripontide.
Secondo Pausania successe al padre Anassidamo e fu il padre del successore Agasicle.
Durante tutto il suo regno Sparta fu in pace.